# Dmytro Nikitin
Dmytro Nikitin (* 31. Juli 1999) ist ein ukrainischer Leichtathlet, der sich auf den Hochsprung spezialisiert hat.

## Sportliche Laufbahn
Dmytro Nikitin trat erstmals 2014 in nationalen Hochsprungwettkämpfen an. Damals belegte er den vierten Platz bei den Ukrainischen U18-Meisterschaften. Bereits zuvor im Mai übersprang er erstmals in einem Wettkampf die Marke von 2 Metern. 2013 wurde gewann er Bronze bei den Ukrainischen U18-Hallenmeisterschaften und zudem die Silbermedaille in der Freiluft, ebenfalls bei den U18-Meisterschaften. 2015 qualifizierte er sich als Fünfzehnjähriger für die U18-Weltmeisterschaften in Cai, bei denen er in das Finale einziehen konnte. Darin bestätigte er seine Bestleistung von 2,18 m aus dem Mai und konnte damit die Silbermedaille gewinnen. Ende Juli siegte er beim Hochsprungwettkampf im Rahmen des Europäischen Olympischen Jugendfestivals in der georgischen Hauptstadt Tiflis. Am selben Ort trat Nikitin auch ein Jahr später bei den U18-Europameisterschaften an. Im Finale übersprang er dabei 2,16 m, mit denen er die Bronzemedaille gewinnen konnte.
2017 siegte Nikitin bei den Ukrainischen U20-Meisterschaften. Im Juli trat er bei den U20-Europameisterschaften in Grosseto an. Dort steigerte er im Finale seine Bestleistung um zehn Zentimeter und auf 2,28 m, mit denen er die Silbermedaille gewinnen konnte. 2018 zog er auch bei den U20-Weltmeisterschaften in Tampere in das Finale ein, in dem er den neunten Platz belegte. 2019 trat er in Gävle bei den U23-Europameisterschaften an, bei denen er mit übersprungenen 2,16 m den siebten Platz belegte. Ende Juli gewann er die Bronzemedaille bei den Ukrainischen Meisterschaften. 2020 wurde er in der Halle und in der Freiluft jeweils Vierter bei den nationalen Meisterschaften. Anfang Februar 2021 verbesserte sich Nikitin auch in der Halle auf 2,28 m. Im März trat er bei den Halleneuropameisterschaften im polnischen Toruń erstmals bei internationalen Meisterschaften im Erwachsenenbereich an, bei denen er mit übersprungenen 2,23 m im Finale den fünften Platz belegte. 2023 trat Nikitin im August in Budapest zum ersten Mal bei Leichtathletik-Weltmeisterschaften an. Dort übersprang er in der Qualifikation 2,18 m, womit er deutlich den Einzug in das Finale verpasste.
2023 wurde Nikitin ukrainischer Meister im Hochsprung.

## Wichtige Wettbewerbe
| Jahr                | Veranstaltung               | Ort                 | Platz               | Disziplin           | Höhe                |
| Startet für Ukraine | Startet für Ukraine         | Startet für Ukraine | Startet für Ukraine | Startet für Ukraine | Startet für Ukraine |
| ------------------- | --------------------------- | ------------------- | ------------------- | ------------------- | ------------------- |
| 2015                | U18-Weltmeisterschaften     | Cali                | 2.                  | Hochsprung          | 2,18 m              |
| 2016                | U18-Europameisterschaften   | Tiflis              | 3.                  | Hochsprung          | 2,16 m              |
| 2017                | U20-Europameisterschaften   | Grosseto            | 2.                  | Hochsprung          | 2,28 m              |
| 2018                | U20-Weltmeisterschaften     | Tampere             | 9.                  | Hochsprung          | 2,16 m              |
| 2019                | U23-Europameisterschaften   | Gävle               | 7.                  | Hochsprung          | 2,16 m              |
| 2021                | Halleneuropameisterschaften | Toruń               | 5.                  | Hochsprung          | 2,23 m              |
| 2023                | Weltmeisterschaften         | Budapest            | 28.                 | Hochsprung          | 2,18 m              |

## Persönliche Bestleistungen
Freiluft
- Hochsprung: 2,28 m, 22. Juli 2017, Grosseto

Halle
- Hochsprung: 2,28 m, 5. Februar 2021, Kiew